# Hermann Krämer
Hermann Krämer (* 24. Februar 1919 in Rüdesheim am Rhein; † 30. Oktober 2006 in Frankfurt am Main) war ein deutscher Jurist sowie Landrat der Landkreise Bernkastel und Altenkirchen.

## Leben
Hermann Krämer wurde als Sohn des Studienrats Dr. Max Krämer und der Martha Reichwein geboren. Im Zweiten Weltkrieg in Stalingrad schwer verwundet, geriet Krämer schließlich in russische Kriegsgefangenschaft; zeitlebens litt er unter den Folgen einer Polioerkrankung. 
Nach dem Studium der Rechtswissenschaften in Heidelberg bei Gustav Radbruch war er 1954/55 Richter in Frankfurt am Main, dann Regierungsrat und Kreisoberrechtsrat bei der Kreisverwaltung Altenkirchen. 1956 wurde Krämer mit der Arbeit Strafe und Strafrecht im Denken des Kriminalpolitikers Gustav Radbruch an der Johann Wolfgang Goethe-Universität Frankfurt am Main zum Doctor iuris promoviert.
1959 wurde Hermann Krämer zum Landrat des Landkreises Bernkastel ernannt. In seine siebenjährige Amtszeit fielen der Neubau des Nikolaus-von-Kues-Gymnasiums und des Kreiskrankenhauses in Bernkastel-Kues, der Realschulen in Morbach und Neumagen-Dhron sowie der Moselbrücke zwischen Mülheim und Lieser. Große Verdienste erwarb er sich auch im kulturellen Bereich, als auf seine Initiative im Jahr 1960 die Cusanus-Gesellschaft zu Ehren Nikolaus von Kues gegründet wurde. Als Förderer der Heimatkultur veranstaltete er 1960 die erste Ausstellung für heimische Maler und Bildhauer, zudem rief er ab 1963 die Schriftenreihe Archiv für Kultur und Geschichte des Landkreises Bernkastel ins Leben.
Am 23. Februar 1966 wurde Krämer zum kommissarischen Landrat des Landkreises Altenkirchen gewählt. Die Bestätigung der Wahl durch den Kreistag erfolgte am 27. April 1966. In seiner bis 1979 anhaltenden Amtszeit setzte er sich für eine Verbesserung der Infrastruktur im Kreis Altenkirchen ein. Weiterhin engagierte er sich kulturell im Kreis, u. a. für eine Musikschule sowie für Kunstausstellungen. Krämers enge Kontakte zum Künstler Andreas Paul Weber während seiner Amtszeit ist es zu verdanken, dass der Landkreis Altenkirchen heute im Besitz einer Sammlung von rund 60 Originalzeichnungen und Radierungen ist, die 2009 vom Kulturbüro der Kreisverwaltung Altenkirchen gezeigt wurden.
Krämer war langjähriges Mitglied des Landkreistages Rheinland-Pfalz sowie ehemaliger Vizepräsident des Deutschen Landkreistages.

## Familie
Hermann Krämer war mit Martha, geborene Rummel, verheiratet. Beide hatten sieben gemeinsame Kinder. Sein Schwiegervater war Christoph Rummel.

## Verfügung zu Ingmar BergmansDas Schweigen
Am 13. Mai 1964, neun Tage vor der geplanten Premiere des schwedischen Filmdramas “Das Schweigen” im “Casino”-Kino in Bernkastel, gab Krämers Landratsamt bekannt, es habe „getragen von der Verantwortung für das Geschehen im Kreisgebiet“ eine polizeiliche Verfügung erlassen: „Zur Abwendung einer bevorstehenden Gefahr für die öffentliche Ordnung“ dürfen „drei offensichtlich pornographische Szenen“ im Kreis Bernkastel nicht vorgeführt werden. Der Besitzer des Kinos, Günter Perlwitz, ließ sich die Zensur nicht gefallen und ging vor Gericht. In einem vorläufigen Vergleich einigte man sich, den Film bis zum 25. Juni nicht vorzuführen. Eine Verhandlung über Krämers Ansinnen wurde in Trier für den 24. Juni vor der Verwaltungsgerichts-Kammer anberaumt, um festzustellen, ob die Aktion rechtens war. Da das Bundesverwaltungsgericht bereits 1955 über das Polizeiverbot des Films “Die Sünderin” entschieden hatte, dass die im Grundgesetz garantierte Freiheit der Kunst für Spielfilme „ungeachtet (ihres) künstlerischen Wertes“ gelte, kam man im Prozess um das Filmverbot in Bernkastel zu dem Ergebnis, dass es von untergeordneter Bedeutung sei, dass die Meinungen beiderseits der Front geteilt sind. Franz-Josef Veltin, Bernkastels Bürgermeister, fuhr daraufhin nach Daun, sah sich den Film an und bemerkte: „Ein großes Kunstwerk“.

## Schriften
- Strafe und Strafrecht im Denken des Kriminalpolitikers Gustav Radbruch (1955)
- Cusanus-Gesellschaft, Ihre Gründung und Zielsetzung, Mitteilungen und Forschungsbeiträge der Cusanus-Gesellschaft (1961)
- Aus dem Leben der Cusanus-Gesellschaft, Mitteilungen Und Forschungsbeiträge der Cusanus-Gesellschaft (1962)